# Hjalmar Carlsson
Hjalmar Carlsson (i riksdagen kallad Carlsson i Ystad), född 	8 augusti 1886 i Sjörups församling, död 14 maj 1949 i Ystads församling.
Han var en vaktmästare och politiker. Ledamot av riksdagens första kammare 1928. Han tillhörde socialdemokraterna.